# Leopold Novak
Pour les articles homonymes, voir Novak.
Leopold Novak, né le 3 décembre 1990 à Makarska, est un footballeur croate. Il évolue au poste d'attaquant au ACS Poli Timișoara.